# Guillermo Larrazábal
Guillermo Larrazábal Arzubide, född 10 februari 1907 i Mexico City, död 29 eller 30 juli 1983 i Cuenca, Ecuador, var en spansk glasmålningskonstnär aktiv i Ecuador. Han anses vara den mest framstående glasmålningskonstnären i Ecuador.

## Biografi

### Tidigt liv och utbildning
Guillermo Larrazábal föddes i Mexico City den 10 februari 1907 medan hans mor var där på resa. Hans föräldrar, Juan Domingo Larrazábal Basarrate och Daniela Arzubide Villa, kom båda från Bilbao, Spanien. Hans far var affärsman som handlade med kakao och kaffe. Larrazábal växte upp i ett stort hus i Bilbao som den yngste av nio syskon. När han var fem år fick han hjärnhinneinflammation och var allvarligt sjuk. Efter tillfrisknandet var han stum under en tid, han låste in sig i sitt rum för att öva på att tala framför en spegel, och efter många timmars övning övervann han sin stumhet, även om han fortsatte att tala med en lätt stamning en period. Larrazábals far dog 1916. Guillermo Larrazábal hade en svår barndom och var mycket religiös.
Guillermo Larrazábal bytte mellan flera skolor som barn, inklusive en skola med inriktning på bokföring. Professor Adrian Martinez bad att Larrazábal skulle få studera konst och rekommenderade honom till flera konstakademier. År 1932 rekommenderade Martinez att han skulle ansluta sig till Luis Lerchundis studio i Bilbao. Guillermo Larrazábal arbetade under målare Félix Cañada, som var känd för sina Art Nouveau-verk, särskilt i Bilbaos Café Iruña. Larrazábal avancerade snabbt inom studion och började snart lära sig om glasmålningstekniker.

### Karriär i Spanien
Under spanska inbördeskriget greps Larrazábal av den Republikanska fraktionen på falska grunder och fördes till ett interneringsläger. Hans mor vädjade till sina vänner inom fraktionen för att få honom frigiven. Några veckor senare blev han tillfångatagen av den Nationalistiska fraktionen, men återigen frigiven på familjens begäran. Han försökte hålla sig undan efter dessa incidenter men blev återigen upptäckt och inkallad i Francisco Francos armé, där han målade frimärken och flaggor fram till 1939.
När inbördeskriget tog slut 1939 var Larrazábal utfattig. Han fick arbete på studion Vitrieras de Arte i San Sebastián. Han producerade där standardiserade verk och kände sig hämmad av bristen på kreativitet. År 1951, efter 12 år på studion, slutade han och flyttade till en keramikfabrik i Madrid och gifte sig samma år.

### Karriär i Ecuador

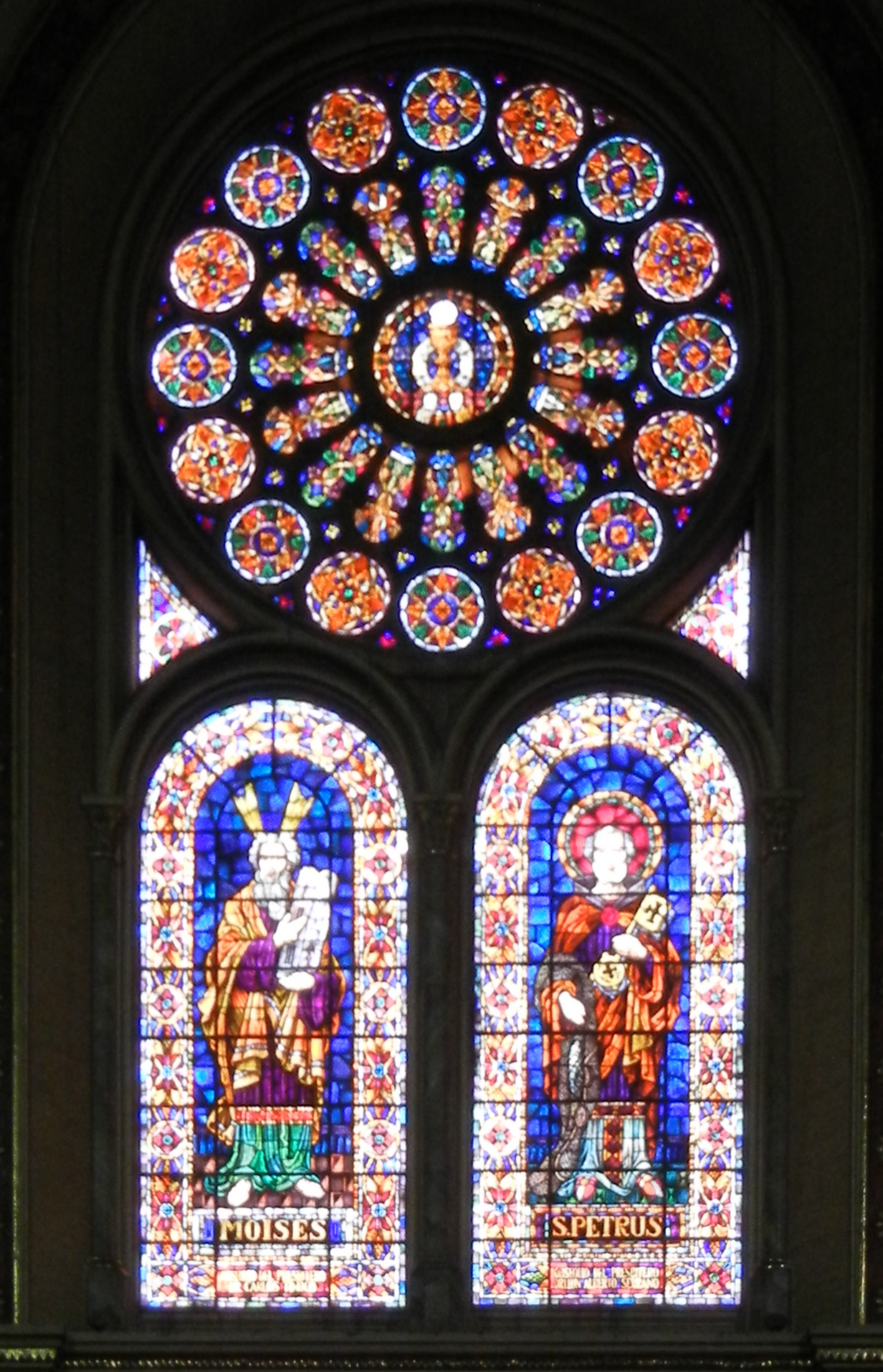
Glasmålningar skapade av Guillermo Larrazábal i katedralen i Cuenca.

År 1955 sökte den Katolska kyrkan i Ecuador konstnärer i Spanien för byggandet av den nya katedralen i Cuenca. De valde den spanske keramikern Manuel Mora Iñigo som sitt ombud i Spanien, och Iñigo kontrakterade Larrazábal för skapandet av katedralens glasmålningar. Larrazábal flyttade till Cuenca, Ecuador 1955. Hans fru anlände strax därefter, men de separerade kort efter det.
Larrazábal färdigställde 60 glasmålningar för katedralen i Cuenca, det största antalet av hans verk som finns på en plats. Hans arbete på katedralen gav honom erkännande över hela landet, vilket ledde till att han skapade verk för katedralen i Guayaquil och katedralen i Ambato. Han skapade också glasmålningar i Quito Militärakademi, Guayaquils Unidad Educativa San José La Salle, och för affärsmannen Guillermo Vázquezs hem.
Under resten av sin karriär skapade Larrazábal 87 glasmålningsverk som finns i alla Ecuadors provinser. Larrazábal dog i lungcancer sent den 29 juli 1983, alternativt tidigt nästa dag.

### Privatliv
I Ecuador blev Larrazábal förälskad i målaren Eudoxia Estrella. De flyttade ihop 1960, även om Larrazábal fortfarande var gift med sin fru från Spanien då hans skilsmässa blev nekad. Estrella fortsatte att vara Larrazábals partner fram till hans död.

## Arbete
Enligt Luis Alberto Luna Tobar var Larrazábal "en teolog som mediterade med ljus och färger på glasmålningar, i sökandet efter Guds ansikte". Larrazábals konstnärliga talanger begränsades inte till glasmålningar, han var också en begåvad målare, skulptör, keramiker och fotograf. Under sina senare år ägnade han en stor del av sin tid åt fotografi.

## Eftermäle
Galería Larrazábal i Cuenca, uppkallad efter honom, ligger på platsen för hans tidigare studio. Den första utställningen av Larrazábals verk ägde rum i Cuenca 2012.